# Typhlodromips tibetasalicis
Typhlodromips tibetasalicis är en spindeldjursart som först beskrevs av Wu 1987.  Typhlodromips tibetasalicis ingår i släktet Typhlodromips och familjen Phytoseiidae. Inga underarter finns listade i Catalogue of Life.